# Bitinia

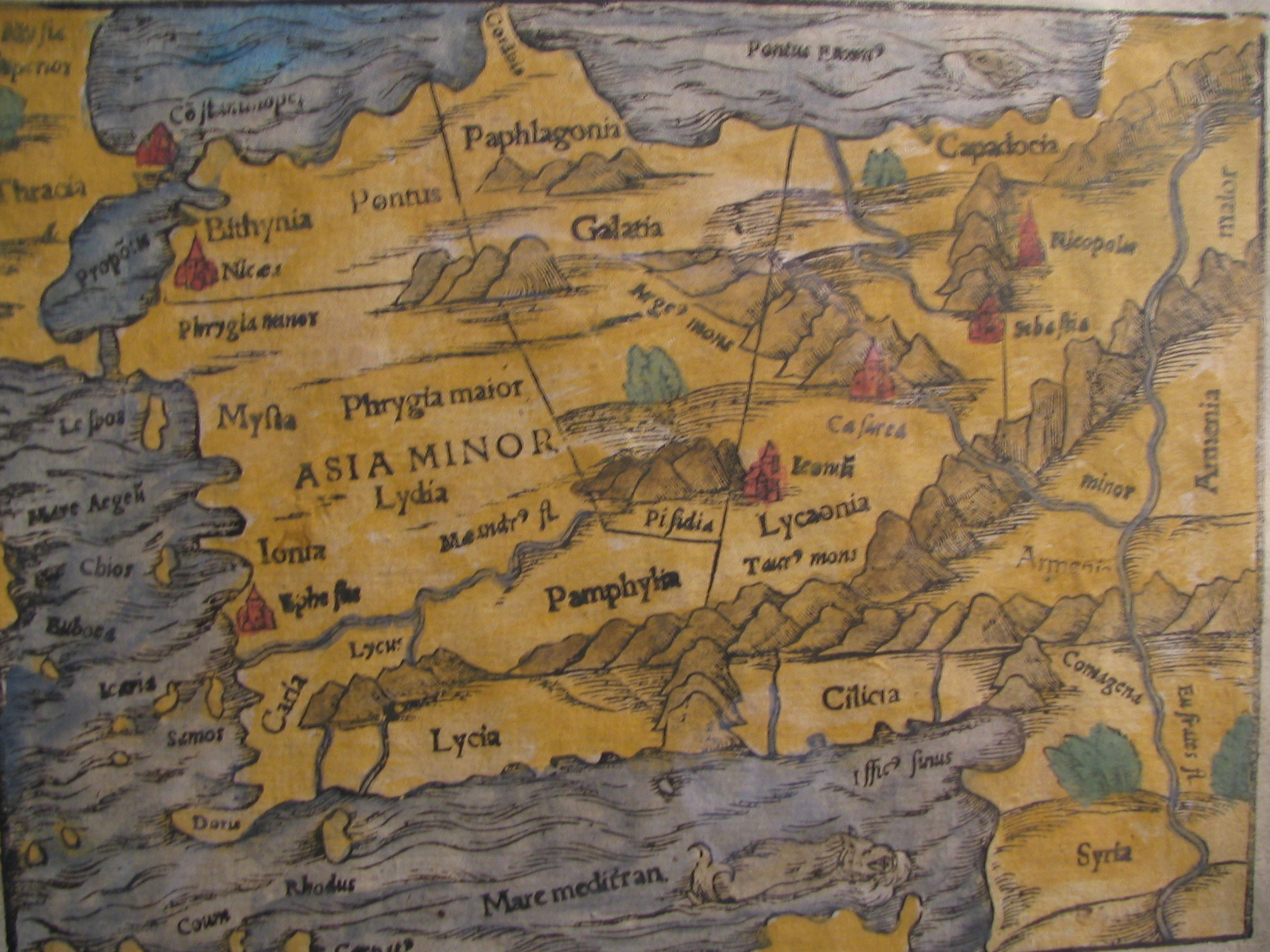
Mapa del de la región de la actual Turquía, donde aparece Bitinia («Bithynia»).

Bitinia fue un antiguo reino localizado al noroeste de Asia Menor y al suroeste del mar Negro, que desde la península de Calcedonia llegó a extenderse hasta Heraclea Póntica y Paflagonia, Misia y la Propóntide (actual mar de Mármara).

## Ciudades
Sus principales ciudades fueron Nicomedia, Nicea y Bursa.
Nicomedia fue fundada en el año 264 a. C. por Nicomedes I y era la capital del territorio.

## Historia

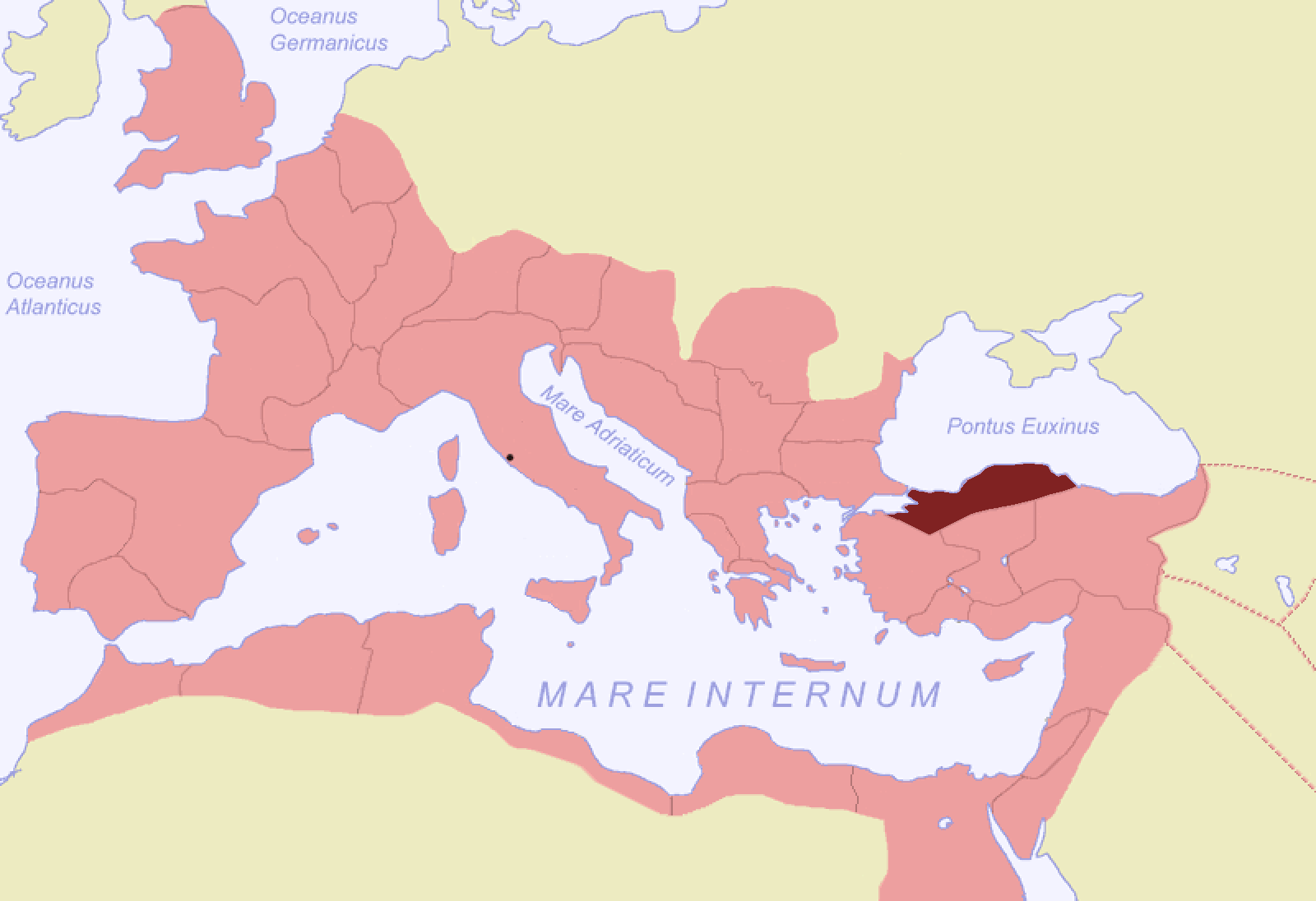
Mapa del Imperio romano durante el año 116, a la derecha se destaca la provincia de Bitinia y Ponto.

Según Heródoto y Jenofonte, los bitinios y los tinios, fundadores del país, eran tribus tracias, que crearon un estado independiente, antes de ser anexionado por Creso, rey de Lidia. Luego pasaron a dominio persa, siendo incluida Bitinia en la satrapía de Frigia.

### Creación del reino
Alejandro Magno —durante la conquista de Persia y tras la batalla del Gránico— consiguió que se sometieran todas las ciudades griegas de la satrapía de Sparda (antiguo reino de Lidia).
En esta región es donde se emplazarían los futuros reinos de Pérgamo y de Bitinia.
Posteriormente, en el año 323 a. C. Alejandro murió y se inició la primera guerra de los Diádocos, durante la cual Bas (376-326 a. C.) conseguiría la independencia de Bitinia.
Su hijo Cipetes sería el primer rey de Bitinia.

### Auge y expansión del reino
Cipetes participó en las luchas entre Lisímaco y Seleuco, que eran generales de Alejandro Magno, llegando a enfrentarse victoriosamente a Antíoco, iniciando una política independiente de los diádocos y sus sucesores, política que siguieron sus descendientes en el trono Nicomedes I, Prusias I y Prusias II.
Estos dos últimos reyes vieron su territorio reducido en beneficio de Pérgamo.

### Decadencia
Con la intervención de Roma en los asuntos de Asia Menor, la expansión territorial de Bitinia pretendida por Nicomedes II y Nicomedes III nunca fue conseguida, sufriendo, incluso, alguna reducción con las conquistas de Mitrídates VI, rey del Ponto.
Nicomedes IV legó su reino a Roma a su muerte, en el año 74 a. C., pasando a integrarse en las provincias del Ponto y Bitinia.

### Provincia de Bitinia
Fue organizada por Pompeyo y la unió al Ponto, para formar la provincia Bitinia y Ponto, entregada por Augusto al Senado romano como provincia senatorial. Plinio el Joven fue gobernador de Bitinia y Ponto, quien dijo que había muchos cristianos en la provincia en las cartas informativas que mandaba al emperador Trajano, en el año 111. En los Hechos de los Apóstoles 16:1-10, se registra el hecho de que un grupo en el que estaba San Pablo intentó entrar en Bitinia con la intención de predicar el Evangelio "pero el Espíritu de Jesús no se lo consintió".

## Lista de reyes
Se conoce la imagen de algunos reyes gracias a la acuñación de monedas con los retratos reales, grabadas con un consumado estilo helenístico.
| Príncipes de Bitinia (376-297 a. C.)                |                     |                    |                                                 |                                                            |
| Bas (¿-326 a. C.)                                   | 376 a. C.-326 a. C. | -                  | Príncipe de Bitinia                             | Cipetes I                                                  |
| Cipetes I (354-278 a. C.)                           | 326 a. C.-297 a. C. | -                  | -                                               | Nicomedes II y Cipetes II                                  |
| Reyes de Bitinia (297-74 a. C.)                     |                     |                    |                                                 |                                                            |
| Cipetes I (354-278 a. C.)                           | 297 a. C.-279 a. C. | -                  | -                                               | Nicomedes I y Cipetes II                                   |
| Nicomedes I (300-255 a. C.)                         | 279 a. C.-255 a. C. | Ditizela y Etazeta | Enfrentado a Cipetes II (279-276 a. C.)         | Prusias , Cielas y Lisandra; otros de nombres desconocidos |
| Cipetes II (¿-276 a. C.)                            | 279 a. C.-276 a. C. | -                  | enfrentado a Nicomedes I (279-255 a. C.)        | -                                                          |
| Etazeta (¿-254 a. C.)                               | 255 a. C.-254 a. C. | Nicomedes I        | Enfrentado de Cielas de Bitinia (255-254 a. C.) | hijos de nombre desconocido                                |
| Cielas de Bitinia (265-228 a. C.)                   | 254 a. C.-228 a. C. |                    | Enfrentado a Etazeta (255-254 a. C.)            | Prusias I                                                  |
| Prusias I Cholus (243-182 a. C.)                    | 228 a. C.-182 a. C. | Apama III          |                                                 | Prusias II                                                 |
| Prusias II Kynegos (220-149 a. C.)                  | 182 a. C.-149 a. C. | Apama IV           | Enfrentado a Nicomedes II (149 a. C.)           | Nicomedes II y Apama                                       |
| Nicomedes II Epífanes (¿-127 a. C.)                 | 149 a. C.-127 a. C. | desconocida        |                                                 | Nicomedes III                                              |
| Nicomedes III Evergetes (¿-94 a. C.)                | 127 a. C.-94 a. C.  | Aristonica y Nysia |                                                 | Nicomedes IV y Sócrates de Bitinia                         |
| Nicomedes IV Filopátor (¿-74 a. C.)                 | 94 a. C.-90 a. C.   |                    | Enfrentado a Sócrates                           | -                                                          |
| Sócrates (¿-84 a. C.)                               | 90 a. C.-84 a. C.   |                    | Enfrentado a Nicomedes IV                       | -                                                          |
| Nicomedes IV Filopátor (¿-74 a. C.)                 | 84 a. C.-74 a. C.   |                    | Restaurado                                      | -                                                          |
| Bitinia se convierte en provincia romana (74 a. C.) |                     |                    |                                                 |                                                            |

## Mitología
Según la mitología griega, Idmón, hijo de Apolo y Asteria, era un adivino, que tuvo la premonición que moriría si se unía a los Argonautas. Pese a esto lo hizo y tal como anticipó en sus visiones murió en la comarca de Bitinia por la mordedura de una serpiente.
Aproximadamente en 559 a. C. los fundadores de la ciudad de Heraclea Póntica (antigua ciudad de Bitinia) construyeron un templo sobre el punto donde fue enterrado este héroe, en su honor.
Como curiosidad resalta el hecho de que hacia el año 40 d. C. el emperador romano Calígula, nombró cónsul de esta ciudad a Incitato, su caballo.